# Faik Konica
Faik Konitza (1875 - 1942) foi uma das maiores figuras da cultura intelectual albanesa nas primeiras décadas do século XX. Faik Konitza escreveu poucos textos literários propriamente ditos, mas como estilista, crítico, jornalista e político, ele teve um impacto tremendo nos trabalhos literários e na cultura albanesa da época.